# Bufotes pewzowi
Bufotes pewzowi é uma espécie de anfíbio anuro da família Bufonidae. É considerada espécie pouco preocupante pela Lista Vermelha do UICN. Está presente na China, Cazaquistão, Quirguistão, Mongólia e Usbequistão.